# Метод k-медиан
Метод {\displaystyle k}-медиан — применяемая в статистике и машинном обучении вариация метода {\displaystyle k}-средних для задач кластеризации, где для определения центроида кластера вместо среднего вычисляется медиана. Такой подход соответствует минимизации ошибки по всем кластерам в метрике с 1-нормой, вместо метрики с 2-нормой, используемой в стандартном методе {\displaystyle k}-средних.
Задача определения {\displaystyle k}-медиан состоит в поиске таких {\displaystyle k} центров, что сформированные по ним кластеры будут наиболее «компактными». Формально, при заданных точках данных {\displaystyle x_{i}}, {\displaystyle k} центров {\displaystyle c_{j}} должны быть выбраны так, чтобы минимизировать сумму расстояний от каждой {\displaystyle x_{i}} до ближайшего {\displaystyle c_{j}}.
Метод иногда работает лучше, чем метод {\displaystyle k}-средних, где минимизируется сумма квадратов расстояний. Критерий суммы расстояний широко используется для транспортных задач.
Ещё альтернатива — метод {\displaystyle k}-медоидов, в котором ищут оптимальный медоид, а не медиану кластера (медоид является одной из точек данных, в то время как медианы таковыми быть не обязаны).